# Gustav Mahler Stube
De Gustav Mahler Stube is een hoeve in Altschluderbach bij Toblach in Zuid-Tirol. Het heeft een restaurant met Tiroolse keuken en twee appartementen. Ernaast beheert het een dierenpark met huis-, exotische en wilde dieren.
Het is vooral bekend omdat hier van 1908 tot 1910 de Oostenrijkse componist Gustav Mahler (1860-1911) verbleef. De eerste verdieping was een museum over zijn werk en leven. Zijn componeerhuisje staat in het park en is nog steeds ingericht als klein museum.

## Gustav Mahler

### Geschiedenis
Mahler en zijn vrouw Alma bezochten de hoeve voor het eerst in 1907 en samen woonden ze er in de zomers van 1908 tot 1910; na zijn dood woonde zij hier ook nog in 1911. Nadat hun dochter Putzi in 1907 aan de Wörthersee was overleden, besloten zij om daar niet meer terug te keren. In plaats daarvan werd gekozen om op de eerste etage van de boerenhoeve Trenkenhof te gaan wonen, nu de Gustav Mahler Stube genaamd. Daarnaast werd het houten huisje nabij de hoeve gereed gemaakt, zodat hij er in alle rust kon componeren.
In Altschluderbach componeerde hij zijn negende en niet voltooide tiende symfonie, en verder nog Das Lied von der Erde.

### Museum

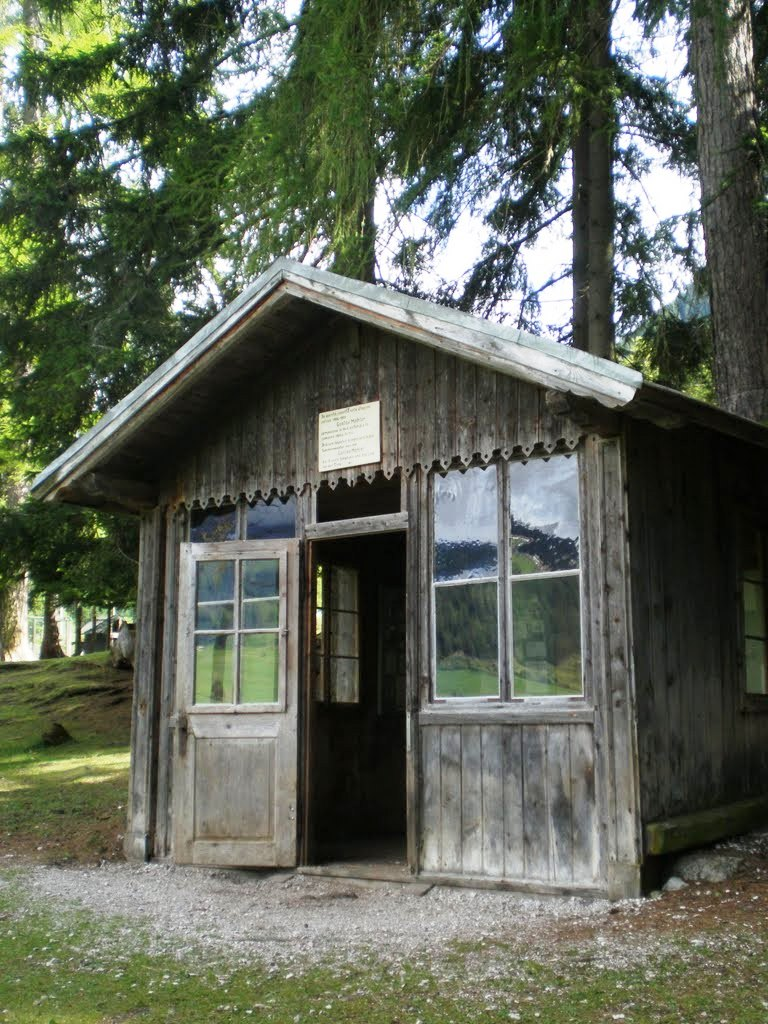
Componeerhuisje van Gustav Mahler

De eerste verdieping was in 2004 nog ingericht als museum. Met meubilair uit zijn leven en andere memorabilia werd getoond hoe hij hier woonde. De voormalige verdieping van Mahler is niet meer toegankelijk voor publiek.
Daarnaast had hij een componeerhuisje ingericht, waarin hij zich terugtrok om zich op zijn muziek te concentreren. Tijdens zijn verblijven stonden er drie piano's. Tegenwoordig is het een klein museum en hangen er presentatieborden die herinneren aan zijn werk en leven. Het bevindt zich in het dierenpark ernaast, op vijf minuten afstand van de hoeve.
Er zijn meer vroegere componeerhuisjes van hem waaronder het huisje aan de Attersee en aan de Wörthersee die hij hiervoor bewoonde.

## Gustav Mahler Wildpark
Naast de hoeve is sinds circa 1985 een dierenpark ingericht met het karakter van een ruim opgezette kinderboerderij. In het park komt een combinatie van dieren voor, zoals huisdieren, exotische dieren en dieren die in de Alpen in het wild leven, zoals herten, reeën, wilde zwijnen, uilen en lynxen.